# Mumlavská bouda

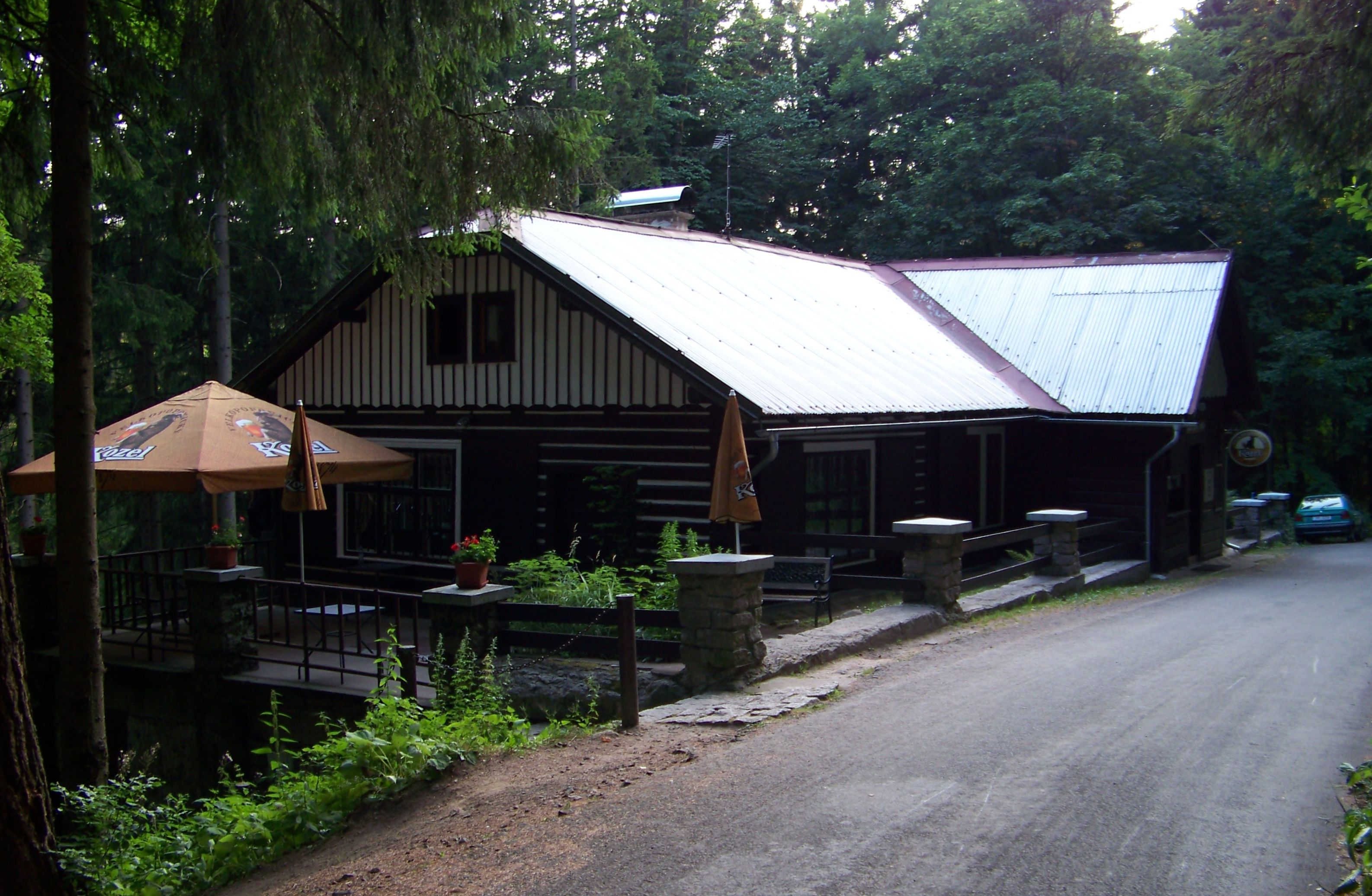
Mumlavská bouda

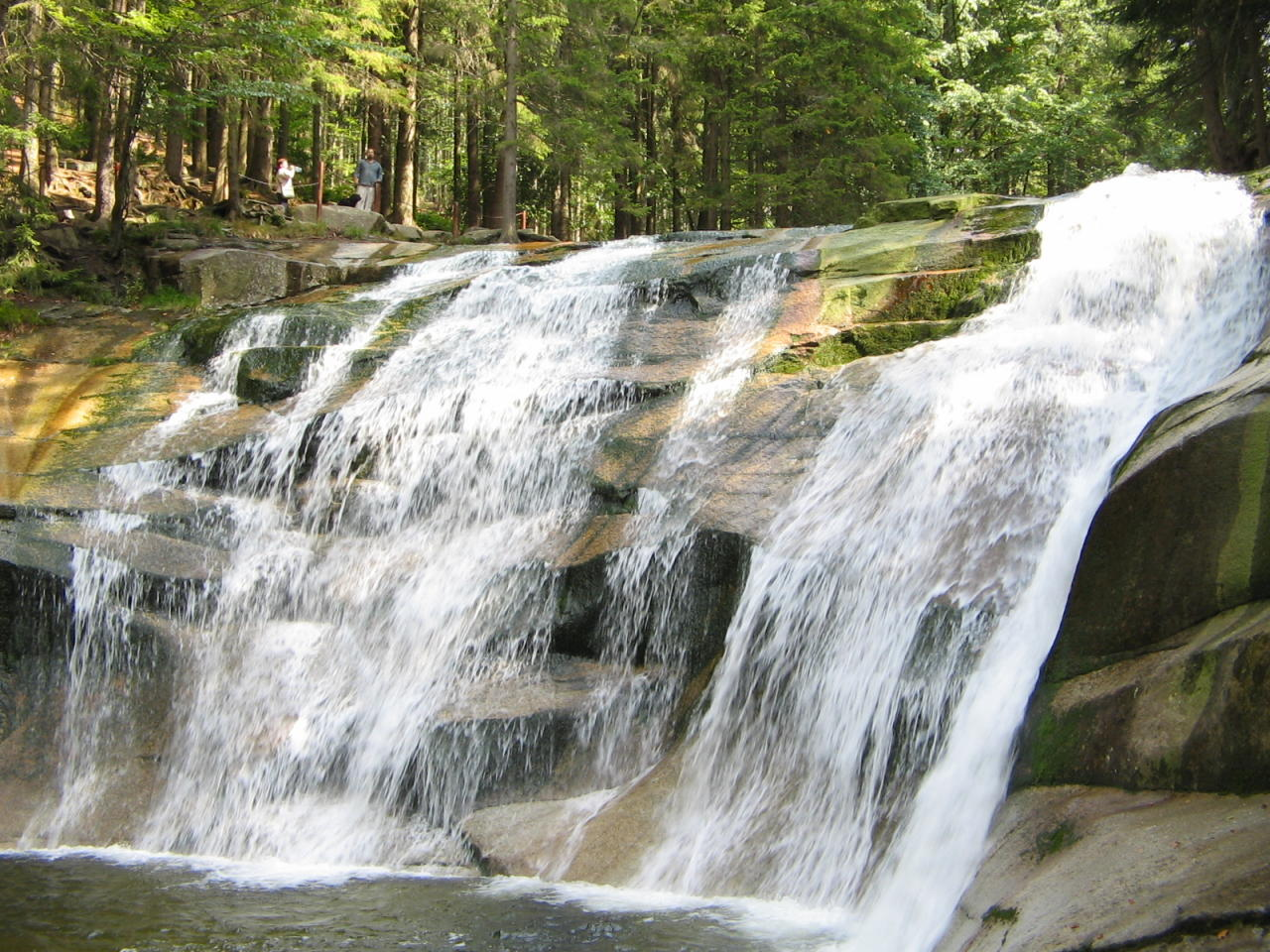
Wodospad Mumlavy

Mumlavská bouda (niem. Mummelfallbaude) – czeski obiekt turystyczny (schronisko turystyczne), położone w Karkonoszach na wys. 786 m n.p.m. w dolinie Mumlavy przy wodospadzie Mumlavy. Budynek znajduje się w granicach administracyjnych Harrachova.

## Historia i charakter
Obiekt powstał w 1879 roku z inicjatywy właściciela tutejszych dóbr Jana Harracha jako gajówka z wyszynkiem. Szybko stał się popularnym celem wycieczek i spacerów, przekształcając się w restaurację oferującą tradycyjną kuchnie czeską i śląską. Wkrótce został on kupiony przez hotelarza Franza Erlebacha. W 1909 roku budynek strawił pożar - wówczas to turyści zmobilizowali właściciela do jego szybkiej odbudowy. W latach 90. XX wieku obiekt był nieczynny.
Pomimo określania Mumlavskiej boudy jako "schronisko turystyczne", brak jest informacji, by obiekt udzielał noclegów. W źródłach występuje raczej jako restauracja.

## Szlaki turystyczne
- Harrachov - Mumlavská bouda - Krakonošova snídaně - Labská bouda
- Harrachov Camping Jiskra - Mumlavská bouda - Harrachov Ryžoviště - Chata Studenov - Rokytnice nad Jizerou